# 内廷皇族
内廷皇族（）とは、独立した宮家を持たない宮廷内部の皇族を指す語である。具体的には三后（皇后・皇太后・太皇太后）・皇太子・皇太子妃とその家族や未婚の皇子女、及び上皇后（天皇の退位等に関する皇室典範特例法に基づく）を指す。天皇及び上皇（天皇の退位等に関する皇室典範特例法に基づく）を含めて彼らが営む独立の生計を「内廷」と称することから、天皇及び上皇を除いた内廷の構成員たる皇族を「内廷皇族」と呼ぶ。なお、天皇及び上皇は「皇族」の定義に準じて「内廷皇族」にも含まれない。宮内庁や皇室経済法では、正式には「内廷にある皇族」と呼んでおり「内廷皇族」は略称である。
2019年（令和元年）5月1日の第126代天皇徳仁の即位以降、現行の皇室典範及び皇室経済法が施行されて以来初めて、皇太子や皇太孫も含めて内廷皇族に皇位継承権を持つ親王や王が1人も存在しない状態となった。

## 現在の構成
|  |                  | 読み   | 性別 | 生年月日                   | 現年齢 | 天皇徳仁から 見た続柄 | 皇位継承順位 | 摂政継承順位 |
|  | ---------------- | ------ | ---- | -------------------------- | ------ | --------------------- | ------------ | ------------ |
|  | 雅子（皇后）     | まさこ | 女性 | 1963年（昭和38年）12月09日 | 061歳  | 妻（配偶者）          |              | 第3位        |
|  | 美智子（上皇后） | みちこ | 女性 | 1934年（昭和09年）10月20日 | 090歳  | 母                    |              | 第4位        |
|  | 敬宮愛子内親王   | あいこ | 女性 | 2001年（平成13年）12月01日 | 023歳  | 第1皇女子             |              | 第5位        |

### 系図
|                         |                         |                         |                         |                         |                         |  |  |                  |                  |                  |                  |                  |                  |  |  |                        |                        |                        |                        |                        |                        |  |  |                   |                   |                   |                   |                   |                   |
| 第125代天皇明仁（上皇） | 第125代天皇明仁（上皇） | 第125代天皇明仁（上皇） | 第125代天皇明仁（上皇） | 第125代天皇明仁（上皇） | 第125代天皇明仁（上皇） |  |  | 美智子（上皇后） | 美智子（上皇后） | 美智子（上皇后） | 美智子（上皇后） | 美智子（上皇后） | 美智子（上皇后） |  |  |                        |                        |                        |                        |                        |                        |  |  |                   |                   |                   |                   |                   |                   |
| 第125代天皇明仁（上皇） | 第125代天皇明仁（上皇） | 第125代天皇明仁（上皇） | 第125代天皇明仁（上皇） | 第125代天皇明仁（上皇） | 第125代天皇明仁（上皇） |  |  | 美智子（上皇后） | 美智子（上皇后） | 美智子（上皇后） | 美智子（上皇后） | 美智子（上皇后） | 美智子（上皇后） |  |  |                        |                        |                        |                        |                        |                        |  |  |                   |                   |                   |                   |                   |                   |
|                         |                         |                         |                         |                         |                         |  |  |                  |                  |                  |                  |                  |                  |  |  |                        |                        |                        |                        |                        |                        |  |  |                   |                   |                   |                   |                   |                   |
|                         |                         |                         |                         |                         |                         |  |  |                  |                  |                  |                  |                  |                  |  |  |                        |                        |                        |                        |                        |                        |  |  |                   |                   |                   |                   |                   |                   |
| 第126代天皇徳仁         | 第126代天皇徳仁         | 第126代天皇徳仁         | 第126代天皇徳仁         | 第126代天皇徳仁         | 第126代天皇徳仁         |  |  | 雅子（皇后）     | 雅子（皇后）     | 雅子（皇后）     | 雅子（皇后）     | 雅子（皇后）     | 雅子（皇后）     |  |  | 秋篠宮文仁親王（皇嗣） | 秋篠宮文仁親王（皇嗣） | 秋篠宮文仁親王（皇嗣） | 秋篠宮文仁親王（皇嗣） | 秋篠宮文仁親王（皇嗣） | 秋篠宮文仁親王（皇嗣） |  |  | 黒田清子 （紀宮） | 黒田清子 （紀宮） | 黒田清子 （紀宮） | 黒田清子 （紀宮） | 黒田清子 （紀宮） | 黒田清子 （紀宮） |
| 第126代天皇徳仁         | 第126代天皇徳仁         | 第126代天皇徳仁         | 第126代天皇徳仁         | 第126代天皇徳仁         | 第126代天皇徳仁         |  |  | 雅子（皇后）     | 雅子（皇后）     | 雅子（皇后）     | 雅子（皇后）     | 雅子（皇后）     | 雅子（皇后）     |  |  | 秋篠宮文仁親王（皇嗣） | 秋篠宮文仁親王（皇嗣） | 秋篠宮文仁親王（皇嗣） | 秋篠宮文仁親王（皇嗣） | 秋篠宮文仁親王（皇嗣） | 秋篠宮文仁親王（皇嗣） |  |  | 黒田清子 （紀宮） | 黒田清子 （紀宮） | 黒田清子 （紀宮） | 黒田清子 （紀宮） | 黒田清子 （紀宮） | 黒田清子 （紀宮） |
|                         |                         |                         |                         |                         |                         |  |  |                  |                  |                  |                  |                  |                  |  |  |                        |                        |                        |                        |                        |                        |  |  |                   |                   |                   |                   |                   |                   |
|                         |                         |                         |                         | 敬宮 愛子内親王         |                         |  |  |                  |                  |                  |                  |                  |                  |  |  |                        |                        |                        |                        |                        |                        |  |  |                   |                   |                   |                   |                   |                   |

## 内廷皇族の身位
- 「皇后」は夫たる天皇が崩御すると「皇太后」となり、さらにその皇太后は次代の天皇も崩御すると「太皇太后」となり終生、内廷皇族に留まる[3]。また、離婚によって皇籍を離れることはできない。
- 「皇太子・皇長孫（皇太子の最長男子）たる親王、及び天皇より3親等以遠の直系卑属にあたる最長男子たる王」は、即位するまで内廷皇族の身分に留まる。3親等以遠の直系卑属にあたる最長男子たる王は、皇位継承に伴い直系尊属の天皇より2親等以内に入ると親王に身位が変更され、皇長孫は父である皇太子が即位するとともに皇太子となり独立の生計・組織を有するようになるが、いずれも身分上は内廷皇族のままである。また、皇籍を離れることはできない。天皇の最長男子たる男子が薨去しており、その男子の最長男子たる皇長孫が皇嗣（皇位継承順位1位）である場合、その皇長孫は皇太孫となる。
- 「皇太子以外の天皇の男子・皇長孫以外の孫男子たる親王、天皇より3親等以遠の直系卑属にあたる最長男子以外の男子たる王、及び先代以前の天皇の直系卑属で当代の天皇の傍系男子たる親王又は王」は、誕生から独立して宮家を興すまで、内廷皇族の身分に留まる。
- 「皇太子妃」は皇太子との婚姻によって内廷皇族に加わる。夫たる皇太子との離婚もしくは夫たる皇太子の薨去を受けての皇室会議の決定によって皇族の身分を離れない限り、内廷皇族の身分に留まる。皇長孫の妃、及び天皇より3親等以遠の直系卑属にあたる最長男子たる王の妃も同様である。また、皇長孫が皇太孫である場合、その妃は皇太孫妃となる。
- 「内親王」、及び「女王」は皇位継承資格・宮家を創設する資格がともにないため、内廷皇族同士での婚姻によって宮家を創設、内廷外の男性皇族との結婚（親王妃、又は王妃となる[4]）、又は天皇及び皇族以外の者との婚姻によって降嫁しない限り内廷皇族の身分に留まる。ただし内親王、及び女王が長期間、内廷皇族の身分に留まる例はごく少ない。

## 内廷皇族の変遷（現皇室典範施行以降）
- オレンジ色の背景は天皇、水色の背景は上皇を表す（天皇・上皇は皇族ではなく、内廷皇族にも含まれない。）。

|                  | 昭和 | 昭和 | 昭和 | 昭和 | 昭和 | 昭和 | 昭和 | 昭和 | 昭和 | 昭和 | 昭和 | 平成 | 平成 | 平成 | 平成 | 平成 | 令和 |
| 内廷皇族         | 22   | 25   | 26   | 27   | 34   | 35   | 35   | 39   | 40   | 44   | 64   | 02   | 05   | 12   | 13   | 17   | 01   |
| ---------------- | ---- | ---- | ---- | ---- | ---- | ---- | ---- | ---- | ---- | ---- | ---- | ---- | ---- | ---- | ---- | ---- | ---- |
| 貞明皇后         | ◯    | ◯    | 崩   |      |      |      |      |      |      |      |      |      |      |      |      |      |      |
| 昭和天皇         | ◯    | ◯    | ◯    | ◯    | ◯    | ◯    | ◯    | ◯    | ◯    | ◯    | 崩   |      |      |      |      |      |      |
| 香淳皇后         | ◯    | ◯    | ◯    | ◯    | ◯    | ◯    | ◯    | ◯    | ◯    | ◯    | ◯    | ◯    | ◯    | 崩   |      |      |      |
| 孝宮 和子内親王  | ◯    | 婚   |      |      |      |      |      |      |      |      |      |      |      |      |      |      |      |
| 順宮 厚子内親王  | ◯    | ◯    | ◯    | 婚   |      |      |      |      |      |      |      |      |      |      |      |      |      |
| 明仁（上皇）     | ◯    | ◯    | ◯    | ◯    | ◯    | ◯    | ◯    | ◯    | ◯    | ◯    | ◯    | ◯    | ◯    | ◯    | ◯    | ◯    | ◯    |
| 義宮 正仁親王    | ◯    | ◯    | ◯    | ◯    | ◯    | ◯    | ◯    | 宮   |      |      |      |      |      |      |      |      |      |
| 清宮 貴子内親王  | ◯    | ◯    | ◯    | ◯    | ◯    | ◯    | 婚   |      |      |      |      |      |      |      |      |      |      |
| 上皇后美智子     |      |      |      |      | ◯    | ◯    | ◯    | ◯    | ◯    | ◯    | ◯    | ◯    | ◯    | ◯    | ◯    | ◯    | ◯    |
| 徳仁（今上天皇） |      |      |      |      |      | ◯    | ◯    | ◯    | ◯    | ◯    | ◯    | ◯    | ◯    | ◯    | ◯    | ◯    | ◯    |
| 礼宮 文仁親王    |      |      |      |      |      |      |      |      | ◯    | ◯    | ◯    | 宮   |      |      |      |      |      |
| 紀宮 清子内親王  |      |      |      |      |      |      |      |      |      | ◯    | ◯    | ◯    | ◯    | ◯    | ◯    | 婚   |      |
| 皇后雅子         |      |      |      |      |      |      |      |      |      |      |      |      | ◯    | ◯    | ◯    | ◯    | ◯    |
| 敬宮 愛子内親王  |      |      |      |      |      |      |      |      |      |      |      |      |      |      | ◯    | ◯    | ◯    |
| 総人数           | 7    | 6    | 5    | 4    | 5    | 6    | 5    | 4    | 5    | 6    | 5    | 4    | 5    | 4    | 5    | 4    | 3    |

## 内廷皇族の歴史

### 昭和時代前期

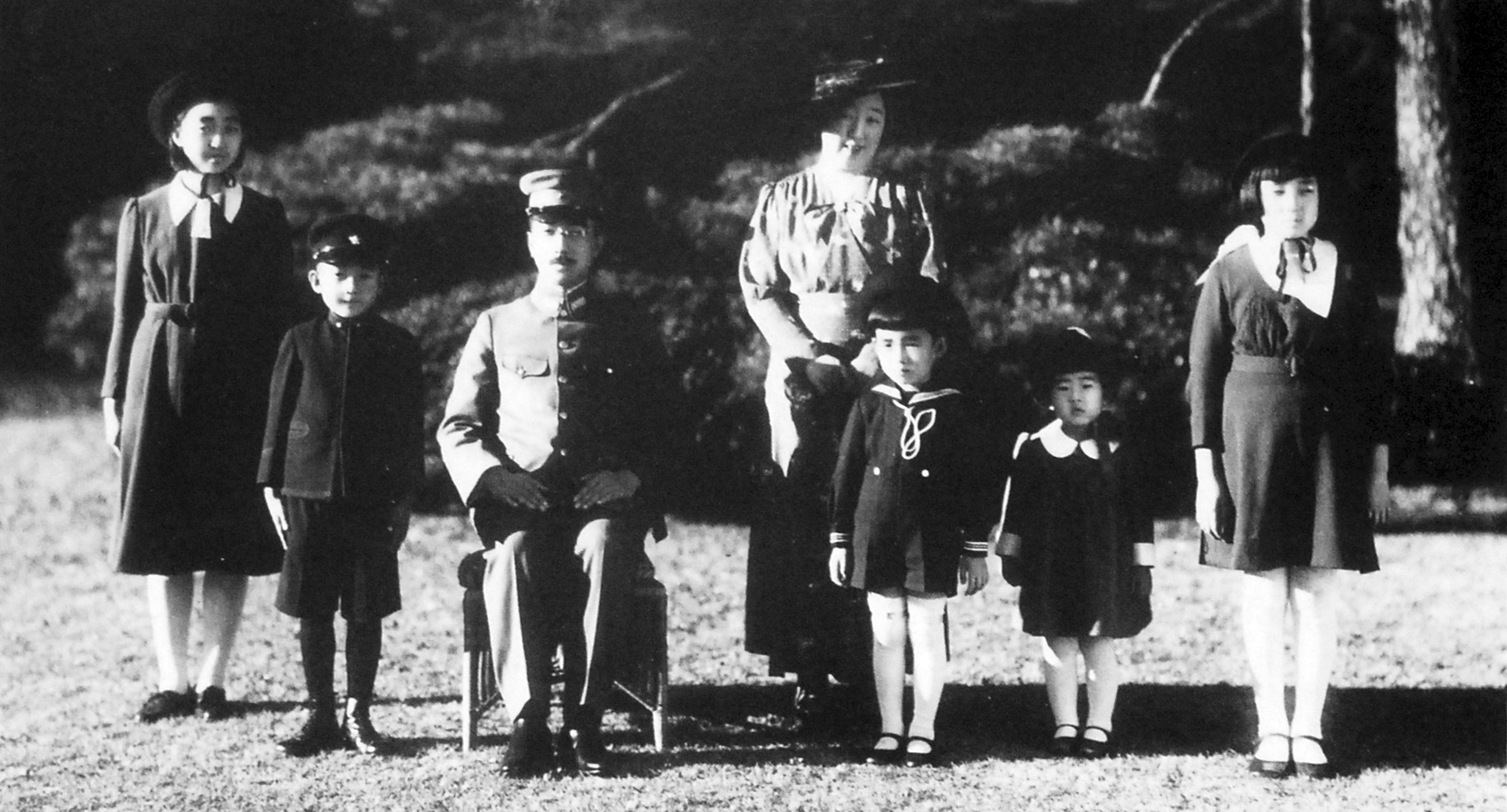
昭和16年の天皇一家。ここに写っているうち、天皇を除く全員が内廷皇族に該当する。

昭和天皇の母である皇太后節子、皇后良子（香淳皇后）と所生の皇子女たる照宮成子内親王、久宮祐子内親王、孝宮和子内親王、順宮厚子内親王、継宮明仁親王、義宮正仁親王、清宮貴子内親王が内廷皇族であった。成子内親王は1943年（昭和18年）10月13日に盛厚王との婚姻により、内廷皇族から内廷外皇族に移った（後に東久邇宮家の臣籍降下により皇族の身分を離れる）。

### 昭和時代後期
昭和天皇の内廷は大きく変化した。1950年（昭和25年）5月21日に孝宮和子内親王が鷹司平通との婚姻により、皇族の身分を離れた。1951年（昭和26年）5月17日には貞明皇后が崩御した。 1952年（昭和27年）10月10日に順宮厚子内親王が池田隆政との婚姻により、内廷皇族及び皇族の身分を離れ、一方で1959年（昭和34年）4月10日には正田美智子が皇太子明仁親王との婚姻により内廷皇族に加わり、1960年（昭和35年）2月23日に浩宮徳仁親王が明仁親王第一男子として出生した。同年3月10日に清宮貴子内親王が島津久永との婚姻により皇族の身分を離れた。1964年（昭和39年）9月30日には義宮正仁親王が津軽華子と結婚し常陸宮を興し独立する。翌1965年（昭和40年）11月30日には第二男子礼宮文仁親王が、1969年（昭和44年）4月18日には第一女子紀宮清子内親王が誕生、内廷皇族に加わった。

### 平成時代〈20世紀（1989年1月7日 - 2000年） 〉
1989年（昭和64年）1月7日、明仁親王は皇位継承に伴い、内廷皇族ではなくなった。この時点においては明仁の母である皇太后良子（香淳皇后）、皇后美智子、皇太子徳仁親王、礼宮文仁親王、紀宮清子内親王が内廷皇族であったが、1990年（平成2年）6月29日に文仁親王が川嶋紀子との結婚により秋篠宮を創設し独立、1993年（平成5年）6月9日には小和田雅子が皇太子徳仁親王との婚姻により内廷皇族に加わり、2000年（平成12年）6月17日には皇太后良子が崩御に伴い内廷皇族から外れた。

### 平成時代〈21世紀（2001年 - 2019年4月30日）〉
2001年（平成13年）12月1日に敬宮愛子内親王が徳仁親王第一女子として誕生し内廷皇族に加わり、2005年（平成17年）11月15日には紀宮清子内親王が黒田慶樹との婚姻により皇族の身分を離れた。

### 令和
2019年（令和元年）5月1日、徳仁親王は皇位継承に伴い、内廷皇族ではなくなった。前日（平成31年4月30日）まで天皇であった明仁は退位に伴い上皇となったものの、天皇に相当する身位として皇族の外におかれた。また、内廷皇族から、皇位継承権を有する親王や王は、現皇室典範の下では初めて不在となった。なお、皇后となった雅子、上皇后となった美智子は引き続き内廷皇族のままである。